# Eurídice (mãe de Filipe II da Macedónia)
Eurídice (407 a.C. — ?) foi a mãe de Filipe II da Macedónia (Filipe, o Grande).
Sua mãe era filha de Arrabeu, rei de Lincéstida. Seu pai se chamava Sirra.
Ela se casou com Amintas III, que teve duas esposas. Com Eurídice, ele teve três filhos, os reis Alexandre II, Pérdicas III e Filipe II, o Grande, e uma filha, Eurynoe. Com Gygaea, ele teve três filhos, Arquelau, Aridaeous e Menelau.
Segundo Juniano Justino, Amintas III era filho de Menelau, irmão de Alexandre I, filho de Amintas I. Esta genealogia, porém, é contestada por alguns historiadores modernos, que preferem chamar o pai de Amintas III de Arrideu.
Eurídice se envolveu com seu genro, e teria assassinado Amintas III caso sua filha não tivesse descoberto a trama e denunciado a Amintas III, que, escapando de vários perigos, morreu de velhice.
Amintas poupara a vida de Eurídice por causa de seus filhos, mas seu sucessor, Alexandre II, foi morto por uma conspiração de Eurídice, sua mãe. O sucessor de Alexandre II, segundo Diodoro Sículo, foi seu cunhado Ptolomeu Alorita, que assassinou Alexandre II no ano da 103a Olimpíada.
Ptolomeu Alorites foi assassinado por seu cunhado Pérdicas III no quarto ano da 103a Olimpíada, e reinou por cinco anos.
Pérdicas III morreu de forma semelhante a Alexandre II, e nem as súplicas do filho menor de Pérdicas conseguiram a piedade da mãe; Filipe II se tornou regente do menino, mas, como o reino estava em perigo, foi forçado pelo povo a assumir o título de rei.